# Anacaona Moscoso Puello
Anacaona Moscoso Puello de Sánchez (Santo Domingo, 7 de enero de 1876-San Pedro de Macorís, 5 de septiembre de 1907) fue una maestra, escritora y humanista dominicana. Discípula de Salomé Ureña y fundadora del Instituto de Señoritas Salomé Ureña, de donde salieron varios de los principales maestros de República Dominicana.

## Trayectoria
Anacaona Moscoso Puello de Sánchez nació el 7 de enero de 1876 en Santo Domingo. Hija de Juan Elías Moscoso Rodríguez y María Sinforosa Puello.
Contrajo matrimonio con el agrimensor Eladio Sánchez, procreando a Victoria, Anacaona, la madre de la Lic. Vilma Benzo de Ferrer y Eladio. Era hermana del médico Francisco Moscoso Puello y del profesor Rafael Ma. Moscoso Puello.
Sus primeros estudios los realizó en la escuela de Socorro Sánchez. En 1893 obtuvo el título de Maestra Normal en dicho Instituto bajo la dirección de la poetisa Salomé Ureña. Anacaona Moscoso Puello gozaba de una vasta cultura, obtenida, en gran parte por sus aficiones a la poesía, al teatro, ensayos y cuentos cortos. Creó cuadros descriptivos armoniosos y delicados. Además, fue buena oradora. 
El 10 de enero de 1897 Moscoso Puello fundó en San Pedro de Macorís el Instituto de Señoritas Salomé Ureña, que estaba situado en la calle que hoy lleva su nombre. La misión de este Instituto era la de preparar a los jóvenes estudiantes aspirantes a ser maestras normales para que luego optaran por título al ser evaluados en la Escuela Normal de Santo Domingo, dirigida por Eugenio María de Hostos. Fundó, además, una escuela nocturna de niñas y otra dominical. Falleció en San Pedro de Macorís el 5 de septiembre de 1907.

## Reconocimientos
- La calle Anacaona Moscoso Puello fue la primera calle pavimentada y alumbrada de San Pedro de Macorís, en la cual está ubicado el Ayuntamiento.[9]
- La institución Fundación Moscoso Puello, Inc fue gestada en 1991 por descendientes y relacionados de la familia Moscoso Puello como forma de dar continuidad a la trayectoria intelectual y humanistade la profesora  Moscoso Puello, el Dr. Francisco Moscoso Puello y el profesor Rafael Ma. Moscoso Puello. Con el tiempo se incorporaron nuevos miembros que han enriquecido su membresía.[10]